# Newton (Utah)
Newton é uma cidade  localizada no estado norte-americano de Utah, no Condado de Cache.

## Demografia
Segundo o censo norte-americano de 2000, a sua população era de 699 habitantes.
Em 2006, foi estimada uma população de 644, um decréscimo de 55 (-7.9%).

## Geografia
De acordo com o United States Census Bureau tem uma área de
2,0 km², dos quais 2,0 km² cobertos por terra e 0,0 km² cobertos por água. Newton localiza-se a aproximadamente 1349 m acima do nível do mar.

## Localidades na vizinhança
O diagrama seguinte representa as localidades num raio de 12 km ao redor de Newton.